# Leyla Hirsch
Leyla Hirsch (* 27. September 1996 in Moskau, Russland) ist eine in Russland geborene US-amerikanische Wrestlerin. Von 2020 bis 2025 stand sie bei All Elite Wrestling unter Vertrag.

## Privates
Hirsch wurde in Moskau geboren und wuchs in einem Waisenhaus auf. Im Alter von acht Jahren wurde sie von einem US-amerikanischen Ehepaar adoptiert und zog nach Hillsborough Township im Bundesstaat New Jersey. Im Alter von 14 begann sie in der Schule mit Ringen. Ab 2017 befand sie sich zwei Jahre in einer Beziehung mit der Wrestlerin Ashley Vox. Im Oktober 2023 gab sie die Verlobung mit ihrer Partnerin Jordan Haykin bekannt, die beiden wurden während einer einjährigen Verletzungspause Hirschs ein Paar.
Kurz nach Beginn des Russischen Überfalls auf die Ukraine erklärte Hirsch im März 2022 auf Twitter ihre Solidarität mit der Ukraine und bezeichnete den russischen Präsidenten Wladimir Putin als „brutalen Diktator“.

## Wrestling-Karriere

### Independent-Ligen (seit 2017)
Am 29. September 2017, zwei Tage nach ihrem 21. Geburtstag, absolvierte Hirsch ihren ersten Wrestling-Auftritt bei Combat Zone Wrestling (CZW), wo sie ein Intergender-Match gegen DJ Hyde verlor. DJ Hyde, der Besitzer von CZW, war hinter den Kulissen ein Trainer und Förderer von Hirsch. In den kommenden Jahren trat sie bei verschiedenen US-amerikanischen und internationalen Independent Promotionen auf, vor allem bei Stardom (World Wonder Ring) in Japan, bei Westside Xtreme Wrestling in Deutschland und der traditionsreichen National Wrestling Alliance (NWA) in den USA. Der Ausbruch der COVID-19-Pandemie brachte das Independent Wrestling Anfang 2020 nahezu zum Erliegen und machte interkontinentale Reisen zudem schwer möglich. Hirsch beendete vorübergehend ihr Engagement bei Stardom in Japan und verblieb in den USA.

### All Elite Wrestling und Ring of Honor (2020–2025)
Am 21. Oktober 2020 gab Hirsch ihr Debüt bei AEW. Bei AEW Dark verlor sie ein Match gegen Hikaru Shida. Am Tag darauf absolvierte sie ihren ersten Auftritt bei AEW Dynamite, der wöchentlichen AEW Show, die landesweit auf dem Sender TNT ausgestrahlt wurde. Für die 24-jährige Hirsch bedeutete dies einen Karrieresprung. Die erst 2019 gegründete AEW war mit Unterstützung des Investors Tony Khan kommerziell ausgerichtet und erreichte durch Stars wie Cody Rhodes oder Kenny Omega auf Anhieb internationale Bekanntheit. Hirsch trat unter dem Namen „Legit“ Leyla Hirsch an. Nach einigen Matches wurde sie am 15. März 2021 endgültig von AEW unter Vertrag genommen. Sie trat zu Beginn als Face auf.
Am 28. Juli 2021 veranstaltete AEW bei Dynamite ein Match um die Herausforderung zur NWA World Women’s Championship, das Hirsch gegen The Bunny gewann. Am 28. August 2021 verlor sie das Titelmatch bei NWA EmPowerrr, dem ersten ausschließlich weiblich besetzten NWA-PPV der Geschichte, gegen Kamille. Zu Beginn des Jahres 2022 startete Hirsch eine Fehde mit ihrer vormaligen Verbündeten Kris Statlander. Hirsch wurde während dieser Fehde zum Heel. Beim PPV Revolution am 6. März 2022 besiegte Hirsch Statlander. Am 5. April 2022 erlitt Hirsch bei AEW Dark Elevation einen Kreuzbandriss. Sechs Wochen später unterzog sie sich einer Operation.
Nach 15 Monaten Verletzungspause kehrte sie am 6. Juli 2023 bei der zu AEW gehörenden Liga Ring of Honor (ROH) zurück. Bei Ring of Honor TV ersetzte sie Maria Kanellis an der Seite von The Kingdom (Matt Taven & Mike Bennett) in einem Mixed-Tag-Team Match. Beim PPV Death Before Dishonor am 21. Juli 2023 besiegte sie Trish Adora.
Ende Februar 2025 lief Hirschs Vertrag bei AEW aus und sie verließ die Promotion. In den Monaten zuvor war sie kaum noch zu Einsätzen gekommen.